# Ichneutica atristriga
Ichneutica atristriga là một loài bướm đêm trong họ Noctuidae. Chúng được Francis Walker mô tả vào năm 1865 từ một mẫu vật thu thập được ở Auckland. Đây là loài đặc hữu của New Zealand. Năm 2019, Robert J. B. Hoare đã công bố những nghiên cứu của mình về những loài bướm đêm ở New Zealand. Dựa trên kết quả của những nghiên cứu này, Hoare đã đặt loài này vào chi Ichneutica.